# HugoHopper
De HugoHopper is een vorm van openbaar vervoer en besloten vervoer in Heerhugowaard. Het net bestaat uit vier lijnen, gereden met achtpersoonbusjes door vrijwilligers. De HugoHopper rijdt sinds 16 augustus 2010 en is bedoeld voor elke inwoner van Heerhugowaard, mits deze lid is van de vereniging. De HugoHopper is opgezet in samenwerking met de gemeente Dijk en Waard. Het was de intentie om met de HugoHopper onder meer het aantal Regiotaxiritten vanuit de Wmo te beperken, waarin slechts in beperkte mate succes geboekt is.
Sinds 18 augustus 2019 is de HugoHopper uitgebreid met buurtbus 407. Deze lijn rijdt deels als vervanging van de per 22 juli 2018 opgeheven lijnen 10 en 150. Deze is een aanvulling op de HugoHopper, maar is zelf geen onderdeel van de HugoHopper.

## Dienstuitvoering
| Lijn         | Route                      | Frequentie | Rijdagen             |
| ------------ | -------------------------- | ---------- | -------------------- |
| Rode route   | Middenwaard - Brandpunt    | 1x per uur | Maandag t/m zaterdag |
| Oranje route | Middenwaard - Krusemanlaan | 1x per uur | Maandag t/m zaterdag |
| Blauwe route | Middenwaard - De Noord     | 1x per uur | Maandag t/m zaterdag |

## Statistiek
| Jaar           | 2011   | 2012   | 2013    |
| -------------- | ------ | ------ | ------- |
| Ritten         | 11.000 | 17.000 | 17.000  |
| Vrijwilligers  |        |        | 125     |
| Jaarabonnement |        |        | € 12,50 |
| Ritprijs       | € 0,50 | € 0,50 | € 0,50  |